# Ormosia adirondacensis
Ormosia adirondacensis är en tvåvingeart som beskrevs av Alexander 1919. Ormosia adirondacensis ingår i släktet Ormosia och familjen småharkrankar. Inga underarter finns listade i Catalogue of Life.